# Wilhelm Brandenstein
Wilhelm Brandenstein (Salzburgo, 23 de octubre de 1898-Graz, 1 de diciembre de 1967) fue un lingüista, historiador y alpinista austriaco.
De 1941 a 1967 fue director del Instituto de Lingüística Comparada de la Universidad de Graz.
Escribió obras sobre las antiguas lenguas persa y griega, así como sobre cuestiones históricas, como el origen de los etruscos o la cuestión de la Atlántida de Platón. Sobre la base de una investigación literario-crítica, adoptó sobre esta cuestión la posición de que la Atlántida no fue una invención de Platón, sino una tradición histórica. En su opinión, esto se remonta a la cultura minoica. Sus ideas inspiraron a Massimo Pallottino a escribir su artículo «Atlantide».
Como alpinista, hizo una contribución especial al desarrollo del grupo Granatspitze.

## Obras
- (1937) Die Herkunft der Etrusker.
- (1948) Frühgeschichte und Sprachwissenschaft.
- (1950) Einführung in die Phonetik und Phonologie.
- (1951) Atlantis – Größe und Untergang eines geheimnisvollen Inselreiches, Viena.
- (1954) Griechische Sprachwisshenschaft, 3 vols. Berlin: Walter de Gruiter & Co. (1964. Lingüística griega, Madrid: Gredos).